# 骑马与砍杀：火与剑
《骑马与砍杀：火与剑》是由Sich Studio和TaleWorlds开发的《骑马与砍杀》的一个非官方资料片，于2011年5月3日推出。该资料片独立于《骑马与砍杀：战团》。当前版本号为v1.143。

## 概述
《骑马与砍杀：火与剑》的基础剧情参考了由波兰作者亨利克·显克微支在1884年出版的历史小说《火与剑》。登场国家有：瑞典王国、沙皇俄国、克里米亚汗国、哥萨克酋长国、波兰共和国（玩家也可成为其中某一阵营的叛军并形成新的阵营）。里面加入了大量新元素，包括在游戏中加入了拥有多重结局的剧情、新的经济体系、手枪、步枪、卡宾枪、手榴弹等先进武器装备，以及完全可由玩家定制装备的军队。游戏中，玩家可以争取五大派别其中之一并成为东欧的霸主。但是只有三个派别会有一个独立的故事剧情。 尽管火与剑剧情出现了一些偏差，但整个游戏大体的历史框架，依然在相当程度上参考了真实的历史事件。

## 玩法
相比《骑马与砍杀：战团》，《火与剑》取消了部分游戏功能，包括：
- 不能通过选择经历获得不同的初始技能点配置；
- 婚姻系统，本作中不能与贵族女性结婚，但仍能够通过与数量较少的贵族女性结交并接受相关任务；
- 竞技系统，取消了战团中的大型竞技比赛。

总体来说，火与剑的自由度相对战团有所下降。如：不能自立为王(只能通过主线任务成为君主)；各国领主不会投靠别国；开始某一主线任务后即永久进入该国势力而无法退出了。并且只有沙俄、波兰、哥萨克三条主线。

## 攻略
基于火与剑的难度，经济和政治是贯穿整个游戏的重要影响因素，玩家手中的流通货币：泰勒是整个游戏重要的通关工具，经商也就成为玩家通关整个游戏的必备技能，之后玩家可以选择加入某一阵营以求自保和发展。声望和名誉也会影响带兵数量和战斗机制，过低的声望可能会降低你的带兵数量和招兵数量，过低的名誉又同样可能影响你的说服任务和领主好感加成。

### 政治
加入某一阵营对于玩家来说影响巨大，加入某一阵营后你可以受到该阵营的庇护，并且可以跟随该阵营进行战争以追求自身在战场上的最大生还几率，同样可以减少玩家队伍的人员损伤。当玩家与其同阵营军队攻下一座城池的话还有可能收到国王的封地奖赏（这取决与你的声望，名誉，还有运气）在一定情况下你必须服从国王的指示，否则你的行为可能会被视为背叛。加入不同阵营后体验不一样的主线也是开不同存档的乐趣。

### 经济
经商作为每一名玩家的必备攻略，讲究的就是效率，追求最少的时间，最近的路线，最大的差价，最高的利润，玩家可以考虑在完成某一些声望任务或者主线任务时经商。这时你需要注意最好将贸易官碟买下(40000泰勒)，这样可以减少你的贸易税收。

### 声望
声望是影响招兵数量的最大因素，声望越高，可携带的士兵数量越多，战场优势更大。而声望的获得比较简单，可以对土匪或者其他第三方进行战斗获得，或者随你加入的阵营一起征战时获得，此时你要注意，敌方士兵数量越大于己方声望获得数值越高，反之越少，当然这也意味着你的战斗难度将大幅提升。

### 名誉
名誉对于你来说其实并不是很重要，目前提高名誉的方法有大致主流的几种：
● 在战场上击败其他领主后无条件释放。（难度较高）
●帮助随机出现在酒馆的农民前往其村庄剿匪获得。（难度较低）
●领主委托任务或者主线随机获得。

## 秘笈
对于战团和火与剑的玩家多少接触过游戏的txt文件修改增加游戏体验，接下来会逐条例举txt文件修改以此提高玩家们对于游戏可可玩性探索；对于txt文件修改详见 （页面存档备份，存于）。

### 人物属性
● 在X:\文档\Mount&Blade With Fire and Sword\Characters 此路径下的txt文件中找到你的人物（在你导出游戏角色之后）
你可以点击编辑该文件。教程：其中在第一段末尾的money为玩家金钱数量，其最大值为21亿左右。在第三段你可以找到
strength，agility, intelligence , charisma , 它们分别对应角色的力量，敏捷，智商和魅力。其对应效果分别为加生命，加速度，加商品优惠，加带兵数量。
编者修改建议为5000 1200 3000 500。其次为其他小技能（你可以将其改为10)，倒数第二段为兵器熟练度，编者修改建议全部改为300（这样你在以后的游戏中有更多的升级空间）。
注意：在修改前记住将文件备份以免修改错误无法更改，在修改后进入游戏记得导入角色否则修改无效。

### 物品属性
●对于物品修改只建议修改在城市或堡垒城中心可以制作的手工物品，否则你的修改可能造成游戏平衡失调。
在 骑马与砍杀：火与剑\Modules\Ogniem i Mieczem\ 路径下你可以找到一个名为item_kinds1的txt文件，
而在 骑马与砍杀：火与剑\Modules\Ogniem i Mieczem\languages\cns 此路径下你同样可以找到它的中文翻译版本
依次道理，你可以进入游戏查看物品属性，并使用它的中文翻译版本查找英文，最后对你喜欢或要尝试的数值进行修改
注意：在修改之前记住将游戏文件备份以免更改错误无法进入游戏。